# Inquisición romana
La Inquisición romana, también llamada Congregación del Santo Oficio era un organismo de la Curia romana que fue creada en 1542 para perseguir el protestantismo, por el papa Paulo III a través de la bula Licet ab initio. Se trataba de un organismo bastante diferente de la Inquisición medieval, ya que era una congregación permanente de seis cardenales y otros prelados que no dependía del control episcopal. Su ámbito de acción se extendía a toda la Iglesia católica. Su principal tarea fue desmantelar y atacar a las organizaciones, corrientes de pensamiento y posturas religiosas que socavaran la integridad de la fe católica, y examinar y proscribir los libros que se considerasen ofensivos para la ortodoxia.
En 1550 el papa Julio III extendió la jurisdicción del tribunal a las órdenes religiosas de Italia, impidiendo a su vez cualquier injerencia del poder político en los procesos encargados a este dicasterio.
Al comienzo, la actividad de la Inquisición romana se restringió a Italia y a perseguir a los reformados, pero cuando Gian Pietro Caraffa fue elegido papa –tomó el nombre de Pablo IV– en 1555, comenzó a perseguir a numerosos sospechosos de diversas formas de heterodoxia: sodomía, prostitución, estupro, simonía, ordenación de menores de edad, etc. No se ahorraron procesos a miembros de la jerarquía eclesiástica, como el cardenal inglés Reginald Pole. En realidad, por definición esta congregación podía investigar a cualquier católico independientemente de su lugar en la jerarquía eclesiástica y podía solicitar el apoyo de las autoridades políticas para hacer ejecutar las sentencias o para encontrar a los fugitivos. En 1557, este mismo papa aumentó el número de cardenales de la Inquisición a 15.
Sin embargo, en 1560, el papa Pío IV redujo las competencias del tribunal para que nuevamente se ocupara particularmente de cuanto tuviera que ver con la doctrina y la fe. A través de diversas decisiones aumentó el poder del tribunal confirmando la jurisdicción universal, aunque limitando la proclamación de la sentencia contra altos prelados, en el sentido de que solo el papa podía pronunciarla. Redujo además el número de cardenales a 9. En 1564 permitió a los miembros de esta congregación leer y conservar libros considerados heréticos o condenados como tales.
Durante el pontificado del papa Sixto V cambió de nombre a Congregatio sanctae Inquisitionis haereticae pravitatis, centrando así en Roma todas las formas de poder inquisitorial que se habían concedido a las monarquías.
En 1600 fue juzgado, condenado y ejecutado el intelectual dominico Giordano Bruno.  En 1633 fue procesado y condenado Galileo Galilei.
En 1965 el papa Pablo VI reorganizó el Santo Oficio, denominándolo Congregación para la Doctrina de la Fe.